# Димитър Вълчев
 Тази статия е за композитора.  За политика вижте Димитър Вълчев (политик).  
Димитър Василев Вълчев е български композитор, автор на камерна и поп музика, детски песни, музика към театрални постановки, оперети, мюзикъли филмова музика, член на СБК. Най-известната му песен е „Една българска роза“.

## Биография
Роден е на 3 юли 1929 г. в Станимака (Асеновград). Завършва БДК в София със специалност пиано в класа на проф. Андрей Стоянов през 1952 г., по-късно – и композиция в класа на проф. Парашкев Хаджиев. Бил е диригент на „Народен театър за селото“ в периода 1954 – 1960 г., а от 1960 г. повече от 30 години ръководи оркестъра при Държавния сатиричен театър в София. От 1992 г. е музикален драматург в ДМТ „Ст. Македонски“.
Димитър Вълчев е автор на мюзикъли за възрастни и деца, поставени в ДМТ „Стефан Македонски“ и народен театър за младежта, днес „Младежки театър“, в извънстолични театри, излъчвани по БНР и БНТ. 
Неговите забавни песни са влезли в репертоара на най-известните български изпълнители и актьори като Йорданка Христова, Росица Николова, Маргарита Димитрова, Паша Христова, Петър Чернев и други, много от които наградени на наши и международни конкурси.
Димитър Вълчев е един от композиторите, които допринасят за оформянето на българската попмузика. Първите му композиции в този жанр датират от началото на 60-те години.
През 1994 г. е издадена мемоарната книга на Димитър Вълчев „Другата струна“.
Умира на 28 септември 1995 г. в София.

## Произведения (по жанрове)

### Музикално-сценични произведения
- Време за любов" (1959)
- „Ревю с усмивки“ (1969)
- „Дванайсета нощ“ (1970)
- „Цар и водопроводчик“ (1974)
- „Бабавачница“ (1977)

### Музика към телевизионни театрални постановки
- „Безумният Журден“ (1982) (от Михаил Булгаков по мотиви на Молиер, реж. Магда Каменова)

### Музика към игрални филми
- „Тихият беглец“ (1972 г.)
- „Бялата стая“ (1968 г.)
- „Най-добрият човек, когото познавам“ (1973 г.)
- „Голямата скука“ (1973 г.)
- „Спомен за близначката“ (1976 г.)
- „Трите смъртни гряха“ (1979 г.)
- „Четири часа пеене“

### По-известни поп песни
- „Писмо“ (1961) – изп. Маргрет Николова
- „Морското момиче Варна“ (1962) – изп. Росица Николова, по-късно и Лили Иванова
- „Събота срещу неделя“ (1965) – изп. Бисер Киров
- „Уличката малка“ (1966) – изп. Лили Иванова
- „Делфините“ (1966) – изп. Йорданка Христова
- „Крадец на бисери“ (1967) – изп. Маргарита Димитрова
- „Някога, някога“ (1968) – изп. Коста Карагеоргиев
- „Пада сняг“ (1970) – изп. Мария Нейкова, по-късно и Йорданка Христова
- „Една българска роза“ (1970) – изп. Паша Христова
- „Бяла песен“ (1971) – изп. Паша Христова
- „Жена“ (1975) – изп. Йорданка Христова и Бисер Киров
- „Нова алгебра“ (1978) – изп. Петър Чернев

## Награди за творчество
- Първа награда на втория конкурс „Песни за българското Черноморие“ („Златният Орфей“) за песента „Делфините“, т. Димитър Керелезов, изп. Йорданка Христова (1966)
- Първа награда и специалната на СБК на третия фестивал „Златният Орфей“ за песента „Крадецът на бисери“, т. Вили Чаушев, изп. Маргарита Димитрова (1967)
- Първа награда на шестия фестивал „Златният Орфей“ за песента „Eдна българска роза“, т. Найден Вълчев, изп. Паша Христова (1970)
- Втора награда на единадесетия фестивал „Златният Орфей“ за песента „Жена“, т. Найден Вълчев, изп. Йорданка Христова и Бисер Киров (1975)
- Трета награда на „Златният Орфей“ за песента „Песен за двама ни“, т. Станка Пенчева, изп. Маргарита Горанова (1980)
- Първа награда на конкурса „Мелодия на годината“ през 1971 г. за песента „Бяла песен“, т. Петър Караангов, изп. Паша Христова[6]

## Памет
- През 1999 г. Фондация „Димитър Вълчев“ и БНР издават компактдиска „Маестро Димитър Вълчев – Една българска роза“, включващ популярни, театрални, филмови, сатирични песни, оперети, мюзикъли, буфоопера и инструментална музика.
- През 2002 г. Фондация „Димитър Вълчев“ издава биографичната книга „Маестрото Димитър Вълчев за себе си и другите за него“ с автор Катя Воденичарова.
- През 2009 г. БНТ създава и излъчва музикално-биографичния филм „Маестрото в полет“ по повод 80-годишнината на композитора. [7]